# Eizahn

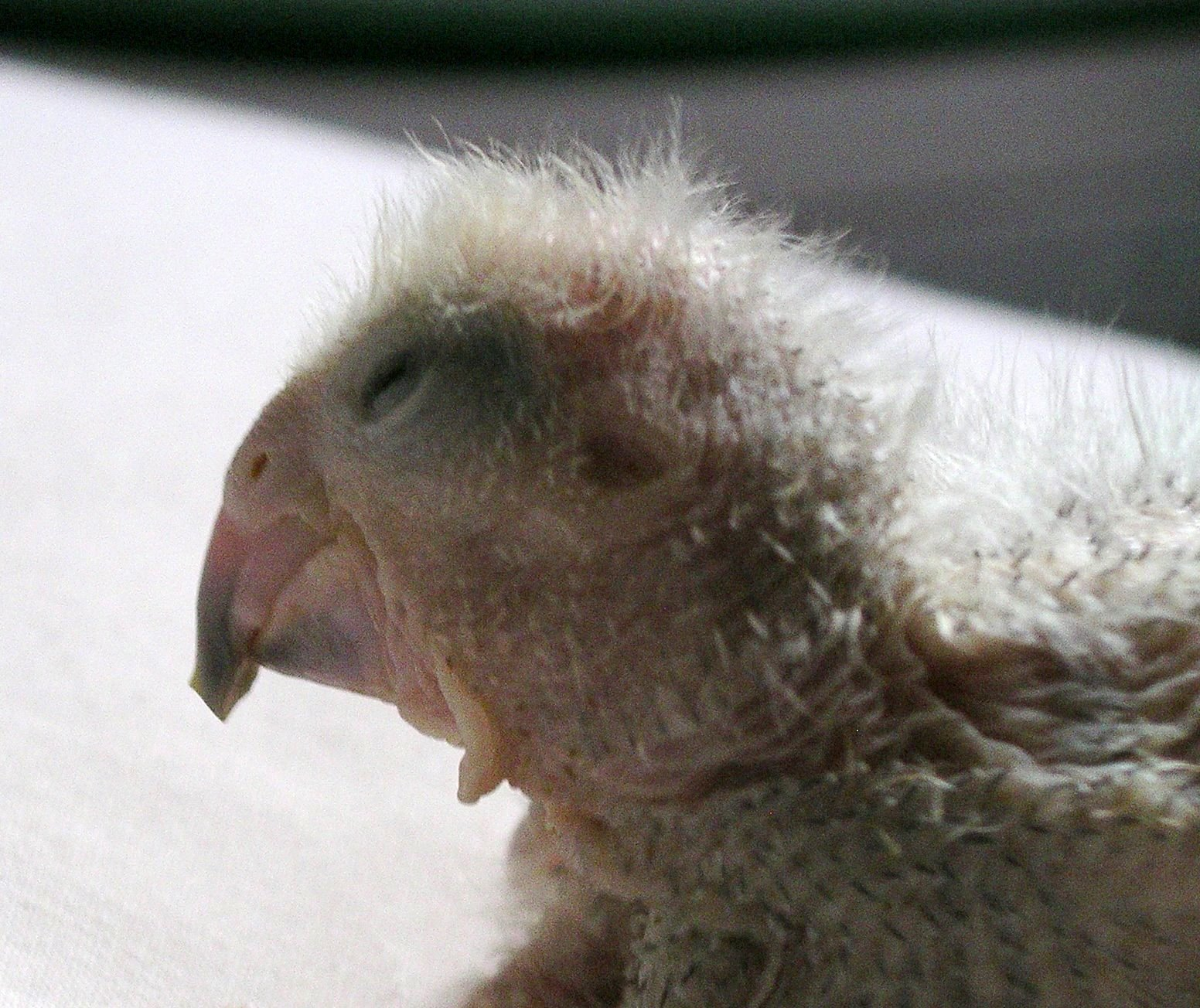
Frisch geschlüpfter Senegalpapagei mit der Eischwiele nah der Schnabelspitze

Als Eizahn wird ein spitzer, zahnförmiger Hornfortsatz bezeichnet, der von oviparen Jungtieren genutzt wird, um die Eischale beim Schlupf von innen aufzubrechen. Dabei werden drei unterschiedliche Strukturen unterschieden, die alle denselben Zweck erfüllen und sich kurz nach dem Schlüpfen zurückbilden  oder abgeworfen werden.

## Unterschiedliche Varianten
Es gibt drei unterschiedliche Strukturen, die allesamt dieselbe Funktion erfüllen und vereinfachend mit dem Oberbegriff Eizahn umschrieben werden.

### Oviruptor

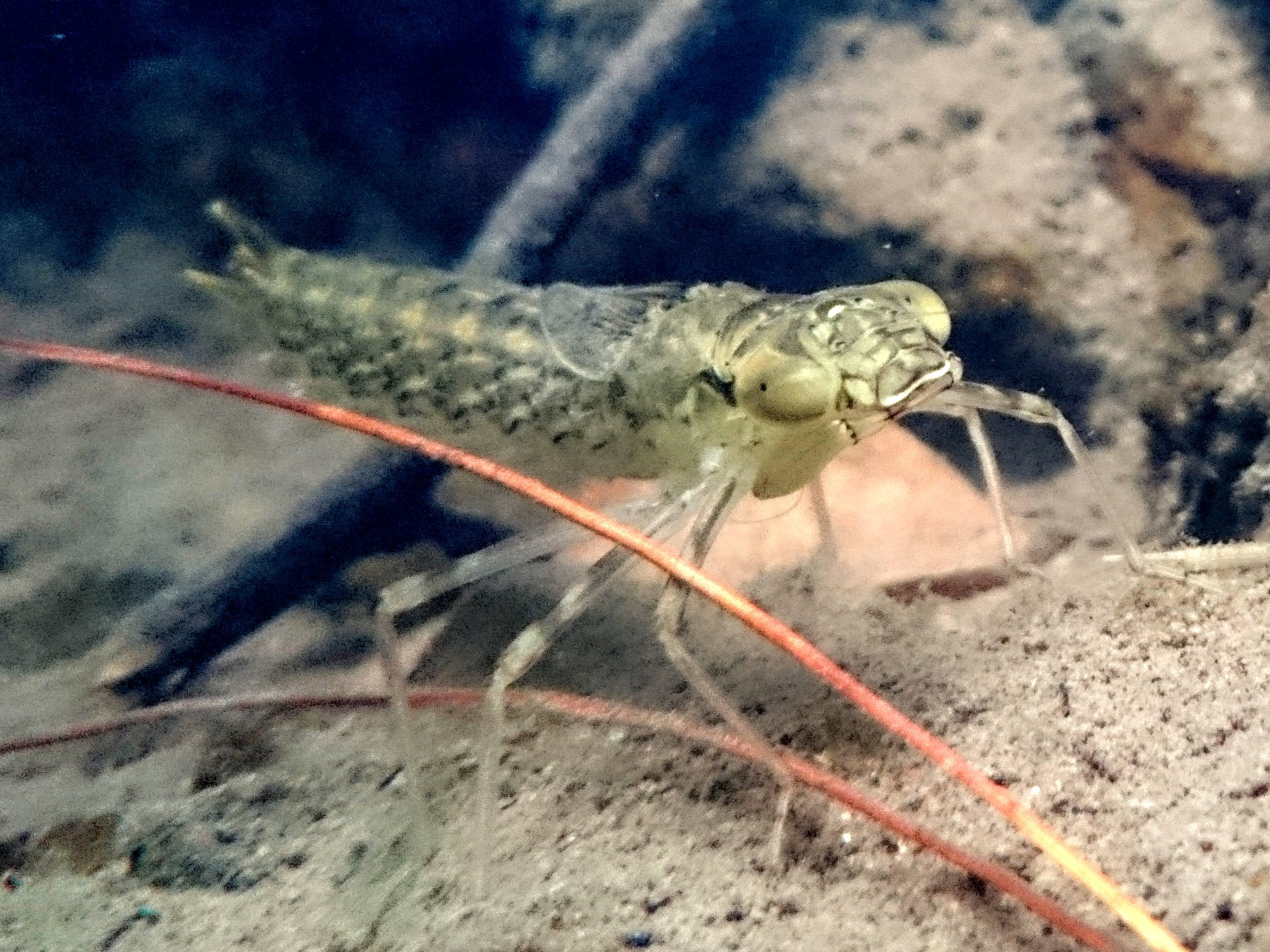
Libellenlarven befreien sich mit Hilfe eines Oviruptors aus dem Ei

Die zweite Form des Eizahns wird auch als „Oviruptor“ bezeichnet und wird von Larven vieler eierlegender Insekten (z. B. bei Libellen und Blatthornkäfern) zum Sprengen oder Aufritzen der Eischale verwendet. Die Ausformung variiert, zwischen Dornen, scharfen Leisten und sägeartigen Kämmen, wobei all diese Auswüchse paarig oder unpaarig sein können und an unterschiedlichen Körperstellen auftreten, wobei die Stirn jedoch der häufigste Ort ist.
Beim Felsenspringer befindet sich der Oviruptor an den Unterkiefern. Man unterscheidet hier zwischen embryonalen Eizähnen, die beim Verlassen des Eies abgelegt werden von persistenten Eizähnen, die erst mit der nächsten Häutung verschwinden.

### Echter Zwischenkieferzahn
Als abgewandelter Zahn am Zwischenkieferbein tritt der echte Zwischenkieferzahn bei Embryonen von Echsen und Schlangen auf. Diese Form findet sich außerdem beim Ameisenigel, der zu den eierlegenden Säugetieren bezw.  Kloakentieren zählt.
Zudem weisen einige Amphibien (wie mehrere Arten von Südfröschen) diese Form des Eizahns auf.

### Eischwiele
Die  Eischwiele ist eine harte Hornschwiele an der Spitze des Oberschnabels von Vogelembryonen und am Oberkiefer von Brückenechsen sowie der Schnauze von Krokodilen und Schildkröten.
Wie alle Eizähne dient die Eischwiele dem Aufbrechen der Eischale und verschwindet nach dem Schlüpfen. Zu den Vogelarten mit Eischwielen an der Schnabelspitze zählen u. a. Entenvögel, Geier und Papageien.

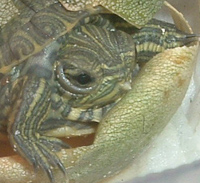
Schlüpfende Rotwangen-Schmuckschildkröte mit deutlich sichtbarer Eischwiele
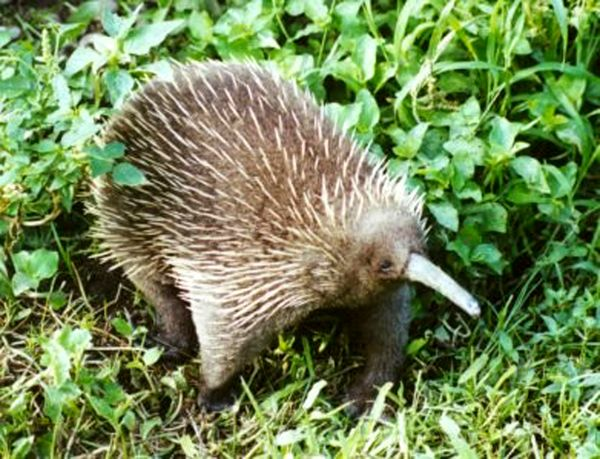
Ameisenigel weisen beim Schlüpfen einen echten Zwischenkieferzahn auf

## Sonderfall Honiganzeiger
In Afrika beheimatete Honiganzeiger sind Brutparasiten, die ein einziges Ei in die Bruthöhle der Wirtseltern legen. Um, wie der Kuckuck, die elterliche Fürsorge für sich allein zu beanspruchen, verwendet der frisch geschlüpfte Honiganzeiger seinen Eizahn nicht nur als Werkzeug, sondern auch als Waffe. Schlüpft das Küken vor dem Nachwuchs seiner Wirtseltern, pickt der junge Honiganzeiger alle anderen Eier im Nest auf. Allerdings greift er auch bereits geschlüpfte Jungtiere, sofort nach dem Schlüpfen, an. Noch blind zerrt er sie entweder zum Ausgang der Höhle oder tötet sie an Ort und Stelle. Mittlerweile wurde dieses außergewöhnliche Verhalten durch Infrarotfilm-Aufnahmen bestätigt.

## Belege
1. 1 2 3  Lexikon der Biologie: Eizahn Spektrum, abgerufen am 9. April 2021.
2. ↑  A stab in the dark: chick killing by brood parasitic honeyguides (auf Englisch) The Royal Society, abgerufen am 7. April 2021.
3. ↑  Natural born killers (auf Englisch) Phsy.org, abgerufen am 7. April 2021.